# Microlicia decussata
Microlicia decussata är en tvåhjärtbladig växtart som beskrevs av Charles Victor Naudin. Microlicia decussata ingår i släktet Microlicia och familjen Melastomataceae. Inga underarter finns listade i Catalogue of Life.